# Centropogon licayensis
Centropogon licayensis är en klockväxtart som beskrevs av Henry Allan Gleason. Centropogon licayensis ingår i släktet Centropogon och familjen klockväxter. Inga underarter finns listade i Catalogue of Life.